# Волжск
Волжск (мар. Юлсер-Ола, до 1940 — рабочий посёлок Лопатино) — город в Республике Марий Эл Российской Федерации. Образует городской округ «Город Волжск». Является вторым по величине городом республики.

## Этимология
Старинное русское селение Лопатино имело название по антропониму: ряд лиц с именем или прозвищем Лопата, Лопатин упоминаются в источниках XVI—XVII веков. В 1940 году преобразовано в город и получает название Волжск по расположению на берегу Волги.

## География
Волжск расположен на левом берегу Волги (Куйбышевское водохранилище), в крайней южной точке республики, в равнинной зоне лесов в 90 км (по прямой) и 101 км (по автодороге) к югу от её столицы Йошкар-Олы и в 49 км от города-миллионника Казани. На юге граничит с республикой Чувашией, на востоке — с республикой Татарстан.
Город имеет тесные связи с расположенным в 12 км восточнее Зеленодольском, а также тяготеет к агломерации Казани, несмотря на то, что они находятся в другом регионе — Татарстане. Имеется сообщение с другими регионами по транспортным магистралям:
- автомобильная дорога Казань — Йошкар-Ола;
- участок автомагистрали, проходящей через Чебоксарскую гидроэлектростанцию между Казанью и Чебоксарами;
- железнодорожная ветка Горьковской железной дороги Казань — Зелёный Дол — Волжск;
- судоходные пути по реке Волга.

## Климат
- Среднегодовая температура воздуха — 4,3 °C
- Средняя скорость ветра — 3,2 м/с

| Показатель | Янв.  | Фев.  | Март | Апр. | Май  | Июнь | Июль | Авг. | Сен. | Окт. | Нояб. | Дек.  | Год |
| --- | ----- | ----- | ---- | ---- | ---- | ---- | ---- | ---- | ---- | ---- | ----- | ----- | --- |
| Средний суточный максимум, °C                                                                                           | −6,9  | −6,7  | −1,1 | 8,9  | 17,9 | 22,9 | 24,6 | 21,6 | 15,4 | 7,1  | −1,8  | −6,3  | 8,1 |
| Средняя температура, °C                                                                                                 | −10,4 | −10,5 | −5,5 | 4,9  | 13,5 | 18,4 | 20,4 | 17,9 | 12,2 | 4,5  | −4,4  | −9,7  | 4,3 |
| Средний суточный минимум, °C                                                                                            | −14,4 | −14,8 | −10  | 0,5  | 8,2  | 13,0 | 15,2 | 13,6 | 8,7  | 2,0  | −7,1  | −13,3 | 0,2 |
| Источник: Метеостатистика Марий Эл. mariel-meteo.ru. Дата обращения: 3 августа 2020. Архивировано 21 октября 2012 года. |       |       |      |      |      |      |      |      |      |      |       |       |     |

## История
Возникновение Волжска связано с непосредственной близостью лесной зоны и строительством деревообрабатывающих заводов.
В 1933 году постановлением ПВС РСФСР вновь возникший населённый пункт при Лопатинском комбинате строительных деталей отнесён к категории рабочих посёлков с включеннием в его состав селения Полька; тем же постановлением посёлку присвоено название — Лопатино.
Экономику и судьбу города определило возведение в 1938 году Марбумкомбината, имеющего общесоюзное значение. Оно решало проблему производства технических видов бумаги, закупаемых в то время за рубежом. Строительство Марбумкомбината стало градообразующим фактором: получило развитие жилищное строительство, возникла необходимость в строительстве объектов коммунального хозяйства, детских садов, школ. С пуском гиганта промышленной индустрии получил дальнейшее развитие посёлок Лопатино, который в 1940 году получил статус города Волжска.
Решающее значение для социально-экономического развития города имело строительство в конце 1960-х — начале 1970-х годов гидролизно-дрожжевого завода, электромеханического завода, в результате чего Волжск стал городом машиностроителей. В 1987 году создано первое в стране совместное советско-итальянское производство холодильного оборудования «Совиталпродмаш», которое должно было снабжать холодильной техникой не только СССР, но и страны СНГ (в настоящее время предприятие выпускает коммерческое холодильное оборудование под маркой Polair). Для строителей и работников этих предприятий были построены жилые микрорайоны: «Дружба», «Машиностроитель», «ВДК», «Северный» с развитой инфраструктурой.
В 1990-е в городе резко обострились социально-экономические проблемы. Волжск был фактически разорён. В 1999 году долги по выплатам коммунальных услуг составили колоссальные для всей республики цифры, начались перебои с подачей тепла и воды. Мэр Волжска был арестован, а горожане инициировали прошение о переходе в более благополучный Татарстан, которое не было поддержано властями, и переход не состоялся. Долги по выплатам взяла на себя Республика Марий Эл. Свидетельством глубочайшего экономического кризиса стали: недострой в центре города (сейчас — ГРК Отель «Ариада») и закрытие единственного кинотеатра «Родина», здание которого имеет уникальное архитектурное значение и до сих пор находится в полуразрушенном состоянии.
Сегодняшнее состояние города характеризуется высокой степенью интеграции с Зеленодольском и республикой Татарстан, возобновлённым строительством в жилищно-коммунальной и социальной сферах. С 2015 года постепенно ведутся работы по программе развития на 2015—2020 гг., предусматривающей масштабную реконструкцию. В первую очередь это благоустройство центральных улиц, возобновлённое строительство многоэтажных домов и расселение аварийного и ветхого жилья, строительство спортивных объектов.

## Население
| 1939    | 1959    | 1967    | 1970    | 1976    | 1979    | 1982    | 1986    | 1987    | 1989    | 1992    |
| ------- | ------- | ------- | ------- | ------- | ------- | ------- | ------- | ------- | ------- | ------- |
| 19 500  | ↗33 412 | ↗40 000 | ↗42 977 | ↗53 000 | ↘52 035 | ↗55 000 | ↗59 000 | ↗60 000 | ↗60 919 | ↗62 500 |
| 1996    | 1998    | 2000    | 2001    | 2002    | 2003    | 2005    | 2006    | 2007    | 2008    | 2009    |
| ↘62 100 | ↘61 300 | ↗61 500 | ↘60 900 | ↘58 967 | ↗59 000 | ↘58 000 | ↘57 600 | ↘57 400 | ↘56 900 | ↘56 490 |
| 2010    | 2011    | 2012    | 2013    | 2014    | 2015    | 2016    | 2017    | 2018    | 2019    | 2020    |
| ↘55 659 | ↘55 550 | ↘54 889 | ↘54 881 | ↘54 872 | ↘54 701 | ↘54 600 | ↘54 519 | ↘54 177 | ↘53 581 | ↘53 216 |
| 2021    | 2023    |         |         |         |         |         |         |         |         |         |
| ↘53 013 | ↘52 164 |         |         |         |         |         |         |         |         |         |

На 1 января 2025 года по численности населения город находился на 314-м месте из 1124 городов Российской Федерации.
Национальный состав
Национальный состав населения города Волжск согласно Всероссийской переписи населения 2010 года. По данным переписи в городе проживают представители более 55 национальностей.
| №  |                           | Численность населения, чел. (2010) | % от всего | % от указав- ших нацио- наль- ность |
| -- | ------------------------- | ---------------------------------- | ---------- | ----------------------------------- |
|    | всего                     | 55 659                             | 100,00 %   |                                     |
| 1  | Русские                   | 37 778                             | 67,87 %    | 69,10 %                             |
| 2  | Марийцы                   | 7512                               | 13,50 %    | 13,74 %                             |
| 3  | Татары                    | 7358                               | 13,22 %    | 13,46 %                             |
| 4  | Чуваши                    | 872                                | 1,57 %     | 1,59 %                              |
| 5  | Украинцы                  | 294                                | 0,53 %     | 0,54 %                              |
| 6  | Мордва                    | 243                                | 0,44 %     | 0,44 %                              |
| 7  | Белорусы                  | 100                                | 0,18 %     | 0,18 %                              |
| 8  | Немцы                     | 75                                 | 0,13 %     | 0,14 %                              |
| 9  | Армяне                    | 74                                 | 0,13 %     | 0,14 %                              |
| 10 | Азербайджанцы             | 65                                 | 0,12 %     | 0,12 %                              |
|    | другие                    | 301                                | 0,54 %     | 0,55 %                              |
|    | указали национальность    | 54 672                             | 98,23 %    | 100,00 %                            |
|    | не указали национальность | 987                                | 1,77 %     |                                     |

По итогам переписи населения 2020 года проживали следующие национальности (национальности менее 0,1 % и другое см. в сноске к строке «Другие»):
| Национальность | Численность, чел. | Доля     |
| -------------- | ----------------- | -------- |
| Русские        | 37 110            | 70,00 %  |
| Марийцы        | 5599              | 10,56 %  |
| Татары         | 5130              | 9,68 %   |
| Чуваши         | 413               | 0,78 %   |
| Украинцы       | 95                | 0,18 %   |
| Узбеки         | 85                | 0,16 %   |
| Мордва         | 75                | 0,14 %   |
| Армяне         | 57                | 0,11 %   |
| Другие         | 4449              | 8,39 %   |
| Итого          | 53 013            | 100,00 % |

## Административное деление
Город разделён на 9 жилых районов:
1. «Центральный»
2. «Заря» («Восточный»)
3. «Машиностроитель»
4. «Дружба»
5. «ВДК»
6. «Северный»
7. «Горгаз»
8. «Западный» («Луговая»)
9. «Мамасево»

И 2 промышленных района:
1. «Прибрежный»
2. «Промузел»

Кроме того, в состав города входят:
1. Кулацкий посёлок
2. Посёлок ЗАО Ариада
3. Посёлок Русская Луговая

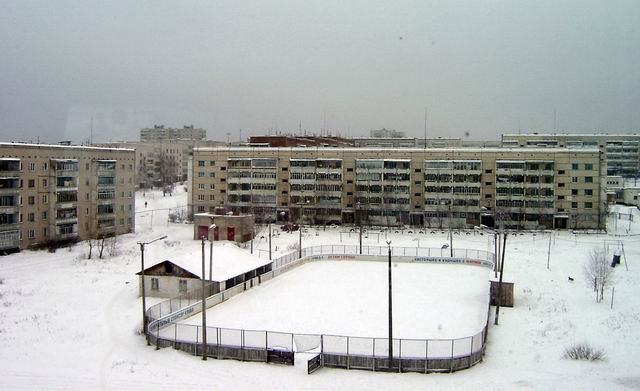
Типовая застройка микрорайонов Машиностроитель, Дружба, ВДК и Горгаз в 1980-х

Согласно генеральному плану, границы города подходят вплотную к новой (объездной) автодороге из Йошкар-Олы в Казань.

## Образование

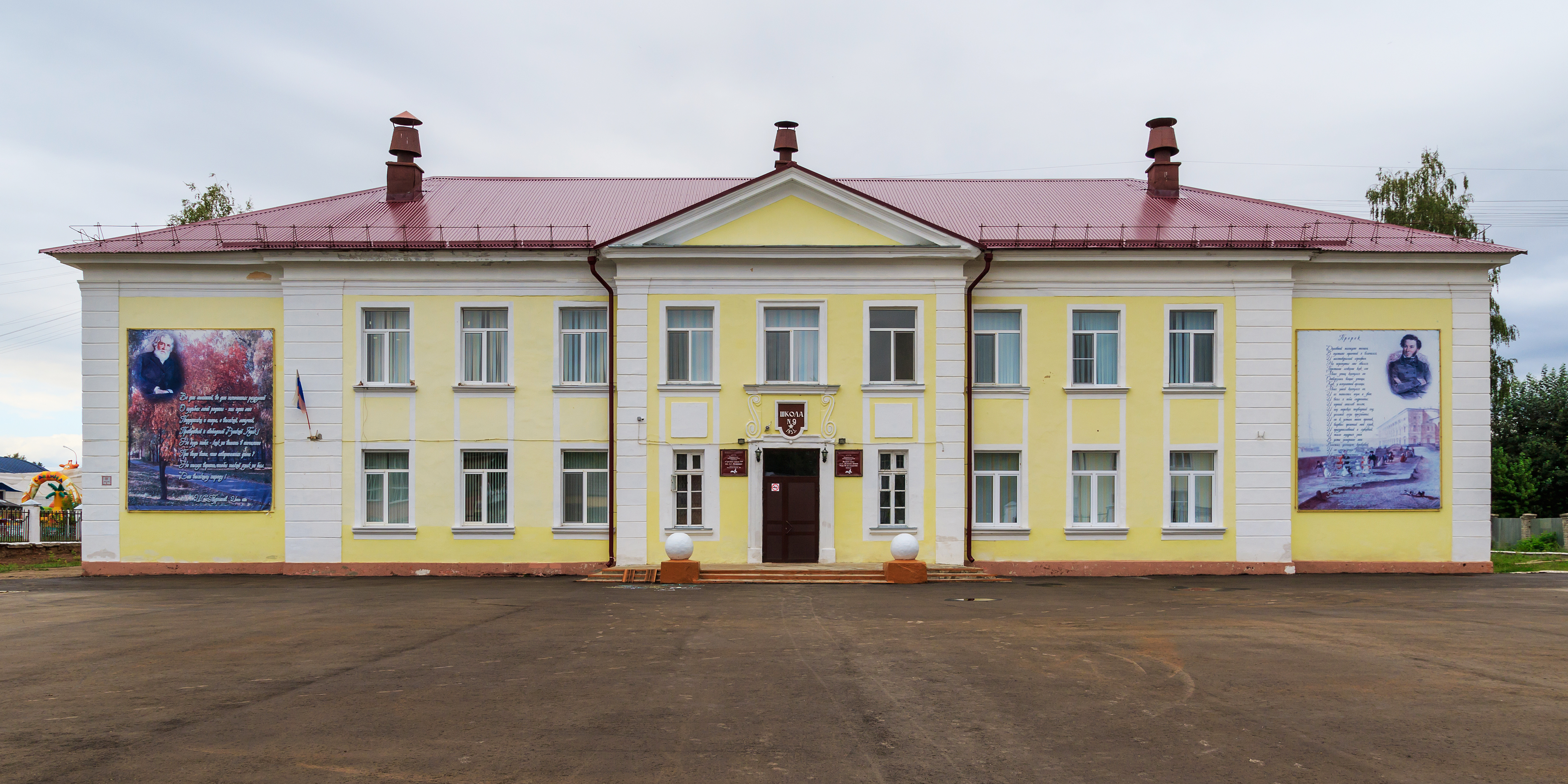
Школа № 9

В Волжске функционирует 21 дошкольное образовательное учреждение.
Среднее образование преподаётся в 9 средних школах и лицеях (шк. № 1—6, Волжский городской лицей № 7, № 9—10, № 12). Есть также школа-интернат, вечерняя школа.
Профессиональное образование даётся Строительно-промышленным колледжом (ГОУ СПО СПК, бывший профессиональный лицей № 4, ГПТУ № 4) и Волжским индустриальным техникумом. Функционирует также Волжский филиал Медицинского училища г. Йошкар-Олы.
Культурные образовательные учреждения представлены Волжским детским экологическим центром, музыкальной школой (ДМШ), тремя художественными школами (ДХШ).
Действует также Образцовый хореографический ансамбль «Школа танца», Танцевальная Шоу-группа «Артес» на базе МОУ СОШ № 9 имени А. С. Пушкина и Специализированная детско-юношеская спортивная школа Олимпийского резерва.
Высшее образование в городе преподаётся в Волжском филиале Поволжского государственного технологического университета (бывший МЦБТ).

## Экономика

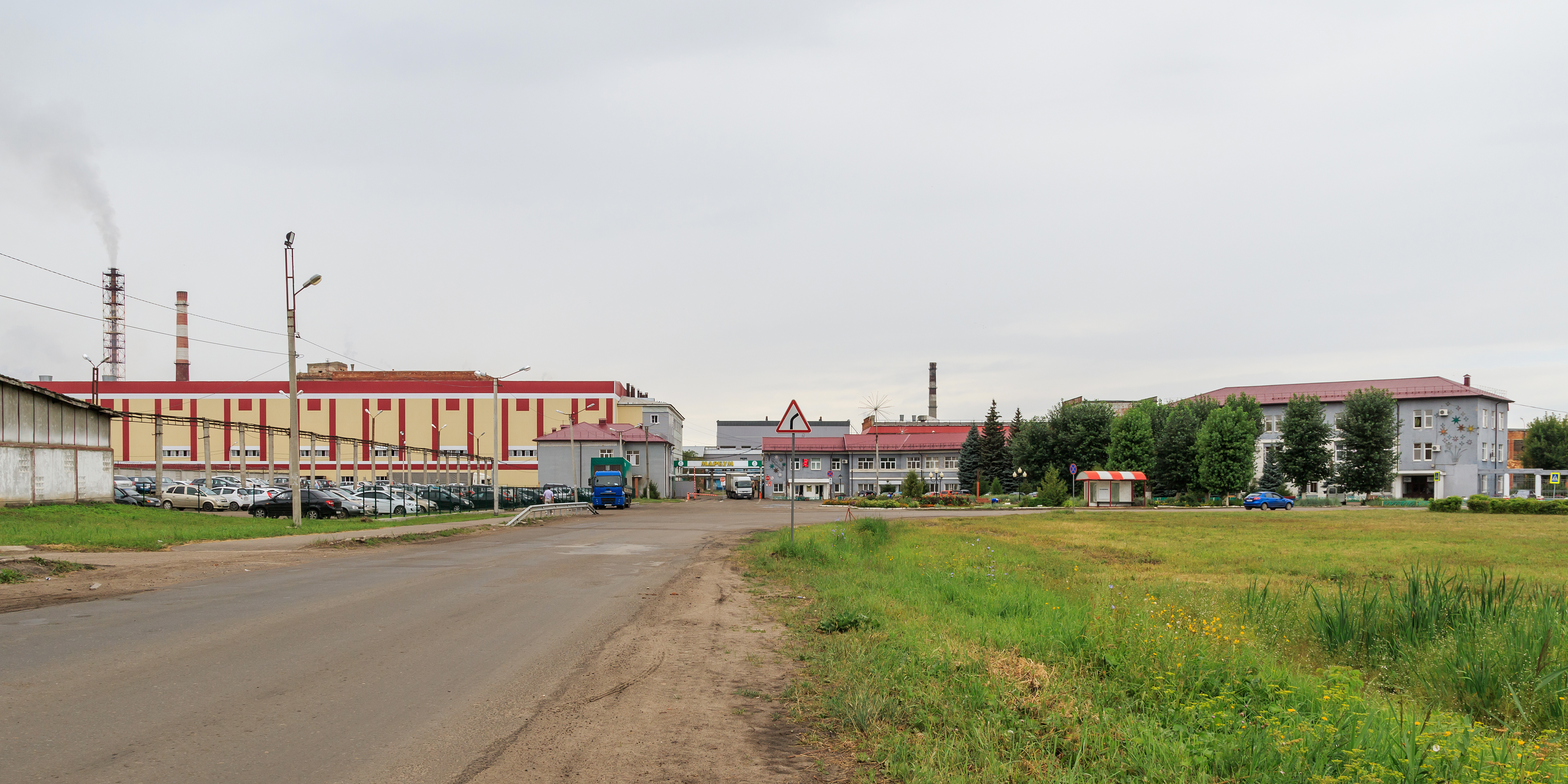
Марбумкомбинат

В производственном активе города работает 32 бюджетообразующих предприятия, из них 17 крупных и средних, 14 малых предприятий. Всего же в городе базируется около 100 крупных и мелких предприятий. Все они расположены на промышленных площадках города — промышленные районы «Прибрежный» (занимает побережье Волги в черте микрорайона Центральный) и «Промузел» (значительно удалён от городской застройки, граничит с микрорайоном Мамасево)
Наиболее значимые предприятия:
- Марийский целлюлозно-бумажный комбинат («Марбумкомбинат») — одно из крупнейших целлюлозно-бумажных предприятий Марий Эл и России[33];
- ОАО «Волжский гидролизно-дрожжевой завод»;
- МПДО «Волжск» — работает с IKEA;
- АО «Полаир-Недвижимость» (ранее ЗАО «Завод Совиталпродмаш») — производитель профессионального холодильного оборудования для HoReCa и Retail;
- ЗАО «Ариада» — производитель холодильного оборудования;
- ОАО «Гран» — разработчик и производитель промышленного скороморозильного, холодильного и теплообменного оборудования;
- ООО «Аджио» — крупная мебельная компания, одна из крупнейших в Марий Эл;
- АС-М — одно из крупных мебельных производств в Приволжском ФО;
- Волжский завод строительных материалов — производство ячеистого газобетона (ТМ «Биктон») — построен «с нуля» в 2010 г.;
- Фант Мебель — крупная мебельная компания из республики Татарстан;
- Мясокомбинат «Акашевский».

Доля бумажного производства составляет 29 %, доля машиностроения — 32 %, доля малого и среднего бизнеса, сферы услуг и т. д. — 39 %.

## Транспорт

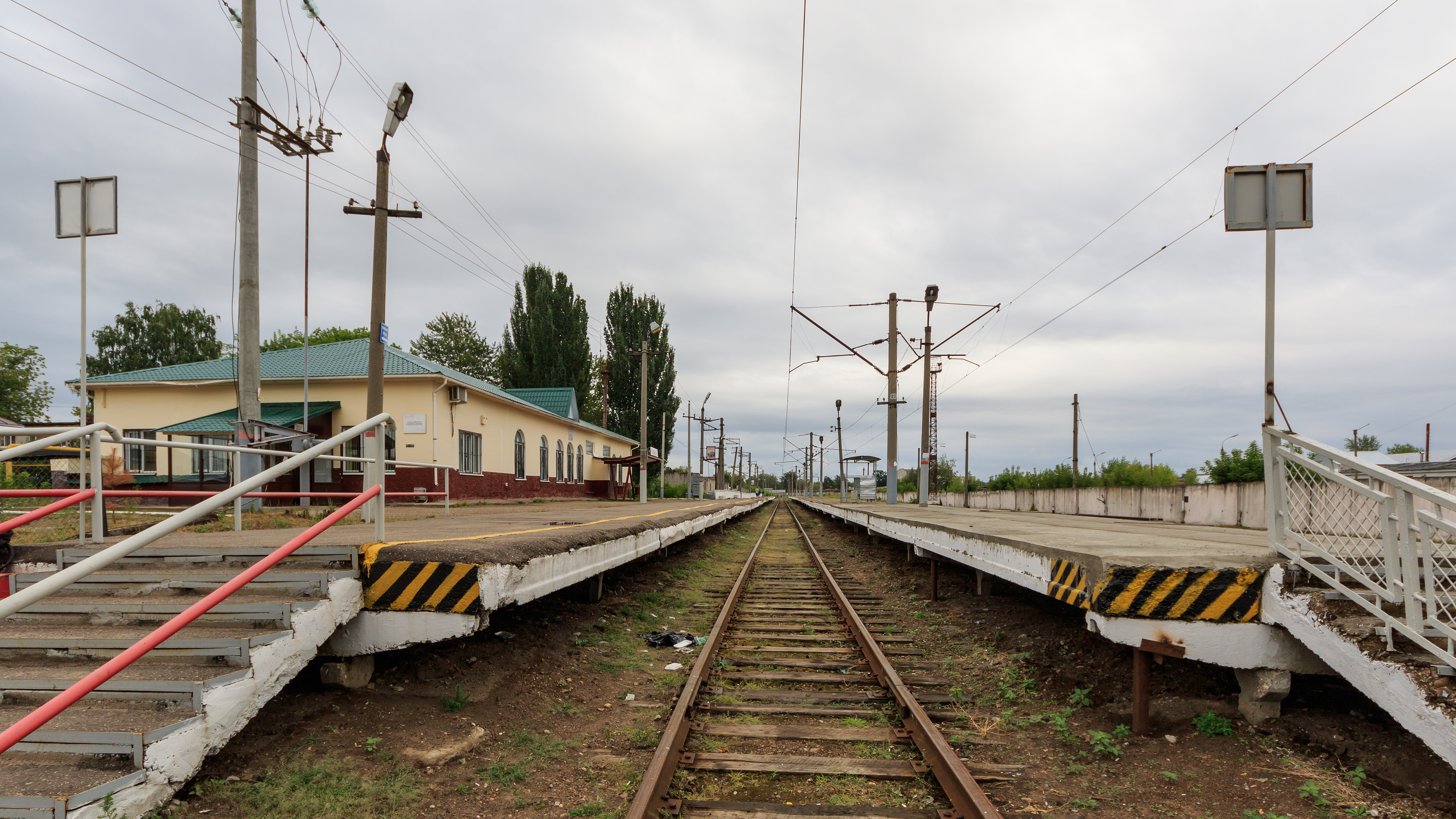
Железнодорожная станция Волжск

- Две пристани на Волге: пристань «Заря» (обслуживает только промышленные суда).
- Городской автовокзал: прямые направления в Казань, Йошкар-Олу, Москву, Зеленодольск и район.
- Железнодорожная станция Волжск — линия в Зеленодольск — Казань (Казань-Пассажирский) — Бирюли (через Казань-Восстание);
- Железнодорожная платформа Марбумкомбинат (реконструирована в 2019 году);
- Маршрутное такси — около 18 зарегистрированных компаний, большинство принадлежит республике Татарстан.
- Автобусные маршруты внутри города обслуживает ООО «Волжские Пассажирские Перевозки». Всего существует 8 маршрутов:

1. Автовокзал — Русская Луговая
4. Заря — Продмаш — Заря (через Дружбу)
5. Заря — Горгаз
7. Автовокзал — Машиностроитель
8. Машиностроитель — Автовокзал
9. Автовокзал — Пляж (сезонный)
12. Заря — Машиностроитель
403. Волжск-автовокзал — Зеленодольск-автовокзал
Интервал ожидания городских автобусов составляет 5—7 минут для всех автобусов, кроме маршрута № 12 (30 минут), в Зеленодольск — 10 минут, Казань — 20 минут, в Промышленный район — 1 час, в Йошкар-Олу — 30 минут. В Чебоксары автобус ходит один раз в сутки.
В 2016 году было заявлено об отмене железнодорожного сообщения по всей республике Марий Эл, в том числе электропоезда Казань — Волжск, который на протяжении полугода следовал до ст. Паратск (г. Зеленодольск). В 2017 две пары поездов были снова продлены до ст. Волжск в связи с технологической необходимостью (отсутствие путей ночного отстоя составов электропоездов по соседним станциям Зеленодольск и Паратск). В марте была возвращена остановка Марбумкомбинат в старой части города. Администрация сообщила, что полугодовой перерыв в обслуживании был связан с ремонтом в здании железнодорожного вокзала. В 2019 году была реконструирована платформа Марбумкомбинат.

## Достопримечательности

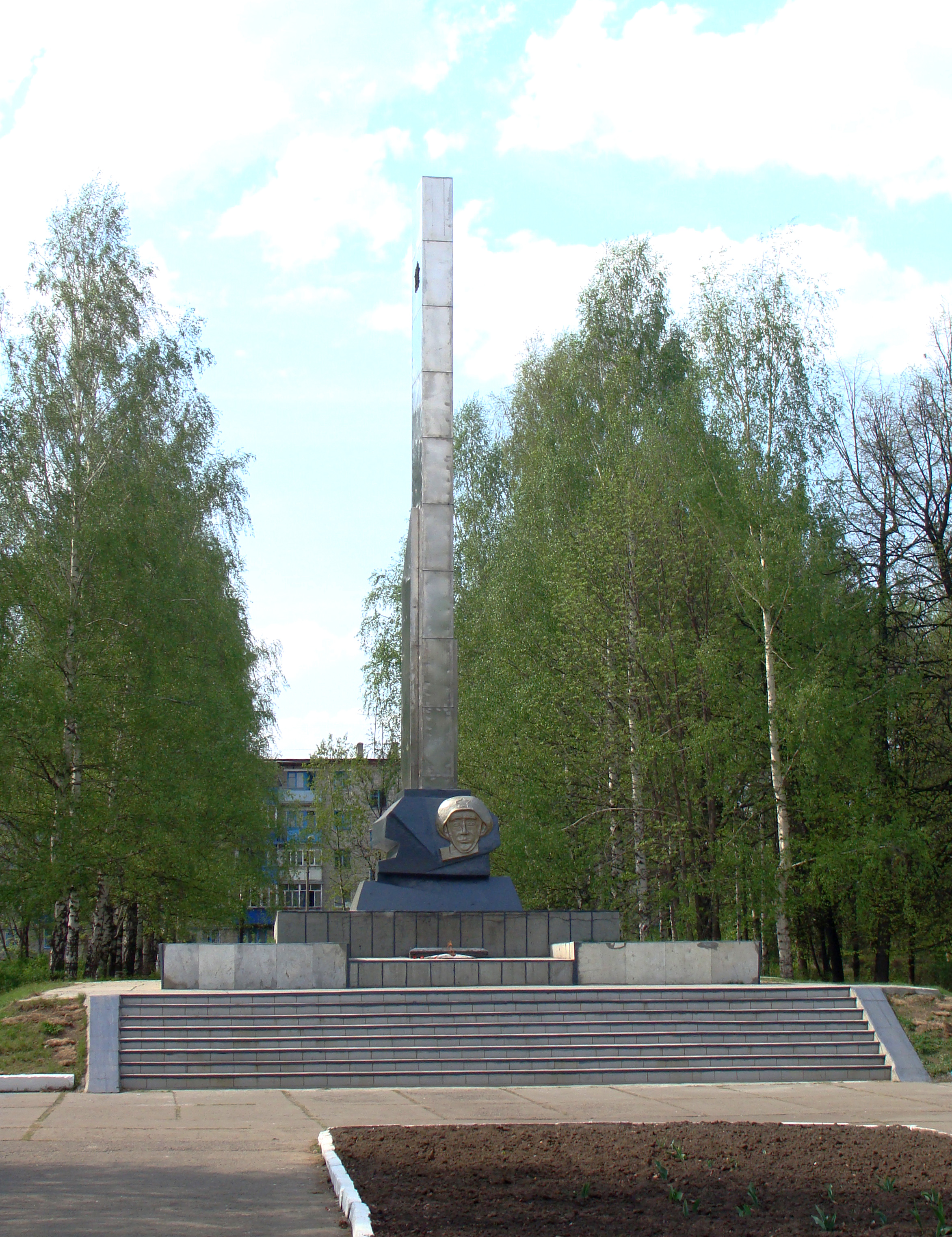
Мемориал Павшим Воинам (Вечный огонь)

- Мемориал «Ангел Добра и Мира» на площади им. Васильева. Мемориал заложен в 2012 году на средства общественного деятеля и руководителя ЗАО «Ариада» В. Г. Васильева (1942—2016) в том числе в память о событиях в Беслане.
- Памятник В. И. Ленину на Советской площади перед администрацией. Реконструирован в 2015 году партией КПРФ.
- Краеведческий музей на Советской площади (бывший ГК КПСС). Здание музея имеет уникальное архитектурное значение и данное время проходит реконструкцию.
- Сквер «Сердце города»[34].
- К памятникам архитектуры относятся кинотеатр «Родина», здание СОШ № 3, здание столовой деревообрабатывающего комбината, Дом Культуры МЦБК, здание бывшего ГК КПСС. Культурное значение имеют жилые кварталы немецкой застройки в центральной части. Кинотеатр находится в крайне удручающем состоянии, несмотря на постоянные разговоры о предстоящей реконструкции.
- Аллея Героев, площадь и парк Победы: памятник Павшим Воинам, вечный огонь, бюсты волжан-героев Великой Отечественной войны и другие памятники.
- В окрестностях города находятся национальный парк «Марий Чодра» (Кленовая гора, Зелёный ключ, Дуб Пугачёва), десятки озёр карстового происхождения (наиболее посещаемое — озеро Яльчик) и многочисленные родники (наиболее известный — в деревне Карай).

## Инфраструктура
В городе разбито несколько крупных парков девственных лесов, определяющих зелёный каркас города: Парк культуры и отдыха, парк Победы (старый парк), парк «Дружба», парк «Машиностроитель», сквер Победы МЦБК и Дубовая роща.
Транспортные оси определяют наиболее важные городские улицы (Ленина, Гагарина, Шестакова, Прохорова, 107-й Бригады, Кошкина и др.) и площади (Советская, Победы, 170-летия со дня смерти А. С. Пушкина, Добра и Мира им. Васильева).
В городе работает несколько домов культуры: Городской Центр Культуры, Дворец Культуры МЦБК, ЦКиД «Звёздный».
Спортивные объекты представлены 3 городскими стадионами (Городской, Древкомбината, Марбум-арена), 44 спортивными залами, 2 плавательными бассейнами; 2 дворцами спорта (один из них ледовый дворец); 1 лыжной базой и 1 лыжным комплексом;
К объектам здравоохранения относятся Волжская ЦРБ и 7 городских поликлиник.

## Культура и спорт
Волжск является самым маленьким городом России, имеющим собственную хоккейную команду («Ариада»), которая играет на общероссийском уровне. С 2016 года команда носит название «Ариада-НХ» и принадлежит хоккейной команде НК-«Нефтехимик» г. Нижнекамска. С 2017 года участие в Высшей хоккейной лиге завершено, команда фактически расформирована. Причина — закрытие финансирования от главного спонсора ЗАО Ариада, которое столкнулось с экономическими проблемами.

## Религия

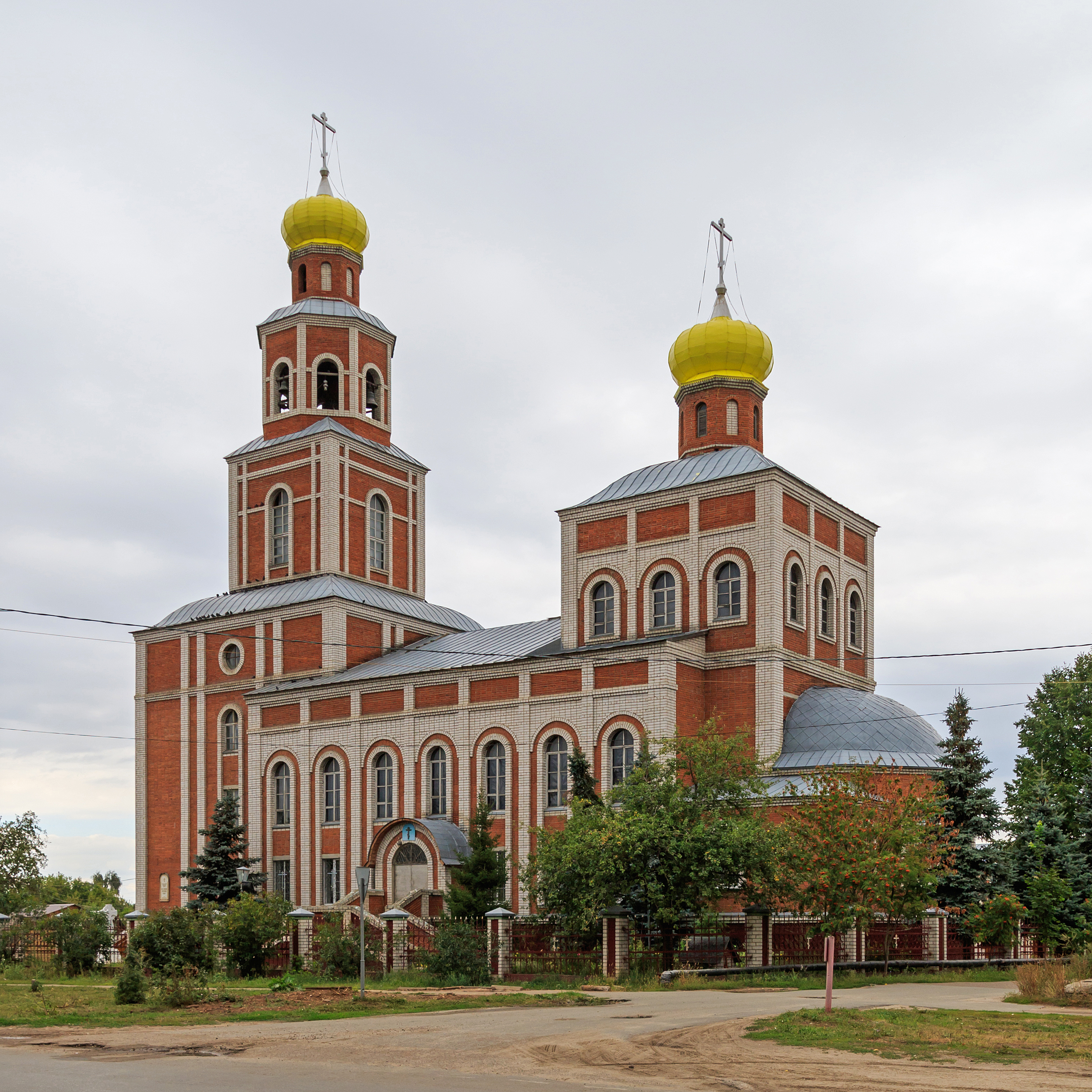
Свято-Никольский кафедральный собор

- Свято-Никольский кафедральный собор.
- Церковь им. Иоанна Кронштадтского.
- Церковь Всех Скорбящих Радость.
- Городская мечеть.
- Храм Новомучеников и Исповедников Российских.

## Известные уроженцы
- Андрей Владимирович Баранов — русский композитор и виртуозный гитарист.
- Камиль Самигуллин — верховный муфтий Республики Татарстан.
- Иван Валеев — российский певец и музыкант.
- Марат Хайруллин — российский хоккеист, нападающий СКА.
- Дмитренко, Дмитрий Дмитриевич - командир сборной республики Чувашии по чирлидингу. Член сборной России по чирлидингу. Обладатель ГРАН-ПРИ Российской студенческой весны в направлении оригинальный жанр.

## Почётные граждане
- Кабанов, Василий Владимирович (1980) — советский военачальник, комиссар 107-й отдельной стрелковой бригады, гвардии полковник.
- Кнутова, Лидия Ивановна (род. 1931) — советский деятель торговли, директор Волжского городского торга.
- Стариков, Евгений Степанович (1996) — российский и советский деятель культуры, композитор, литератор, директор детской музыкальной школы Волжска.
- Калинкин, Геннадий Гаврилович (2002) — советский и российский поэт, журналист, редактор, педагог, член Союза журналистов СССР и Союза писателей России. Инициатор создания и руководитель литературного объединения «Зелёная лампа» г. Волжска (Марий Эл) (с 1996).

## Средства массовой информации

### Печатные
- Газета «Волжская правда»
- Газета «Волжские вести»[35]

### Сетевые
Сетевое издание «Волжск 24»

### Радио
Возможен приём следующих радиостанций:
- 69,29 УКВ — Радио России / ГТРК Марий Эл
- 70,70 УКВ — Марий Эл Радио
- 94,7 FM — Радио Дача
- 95,7 FM — Радио Родных Дорог
- 96,2 FM — Радио России / ГТРК Марий Эл (ПЛАН)

Город имеет собственный телеканал — Телеком ТВ. Кроме того, на территории города действует радиостанция Волжск FM.

## Города-побратимы и города-партнёры
- Зеленодольск

## Фотогалерея

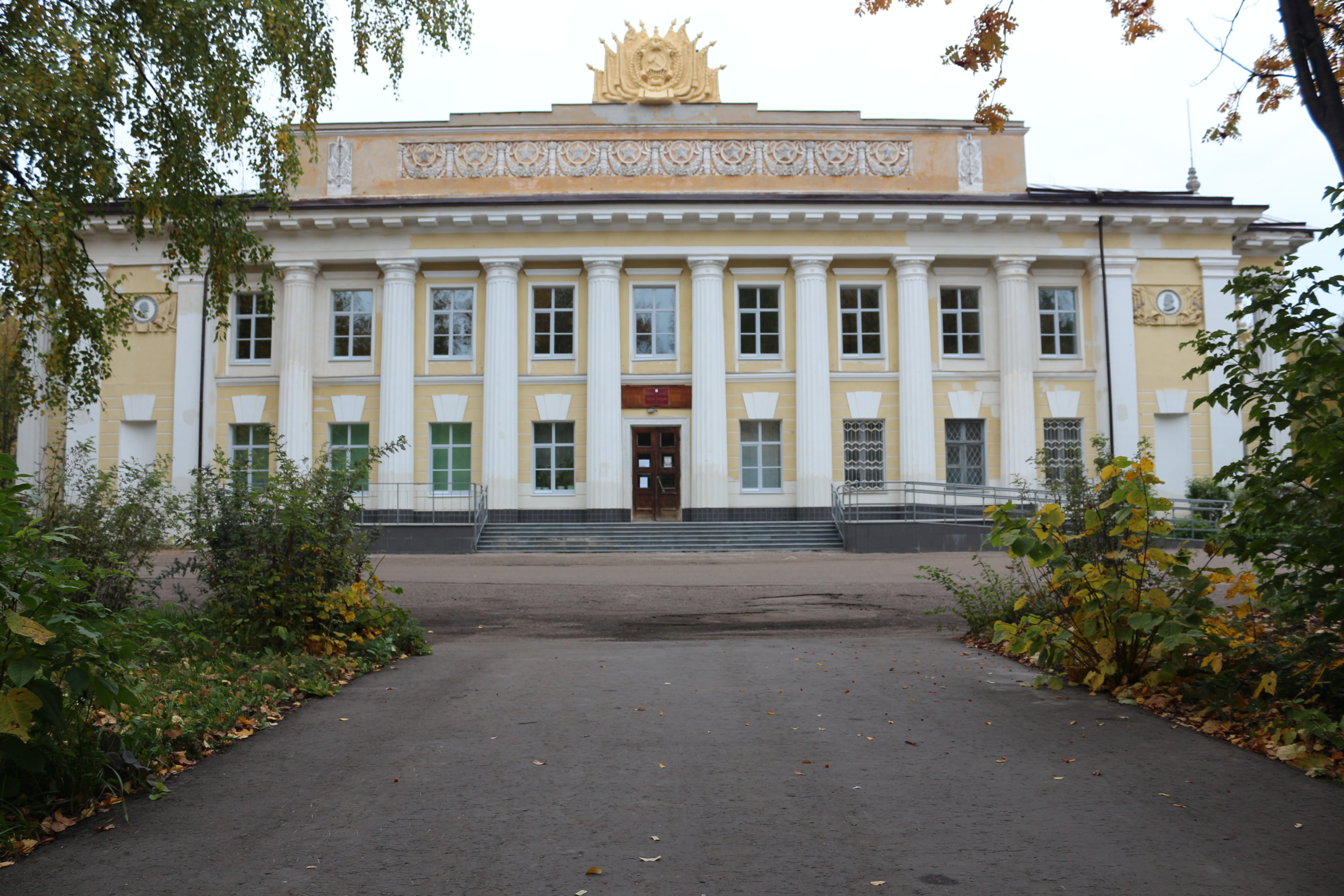
Краеведческий музей (Бывшее здание райкома КПСС), 2019 г.
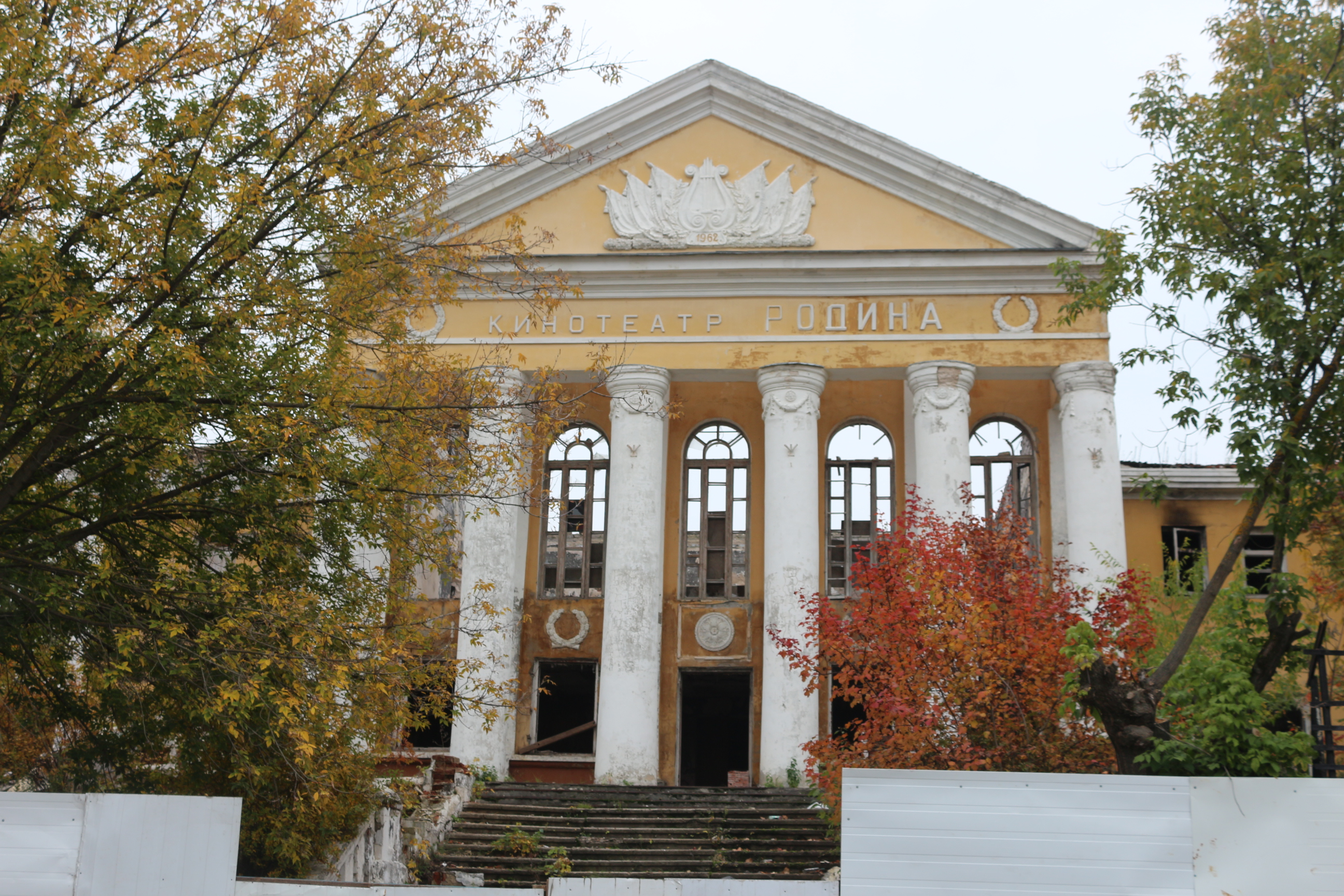
Разрушенное здание кинотеатра, 2019 г.
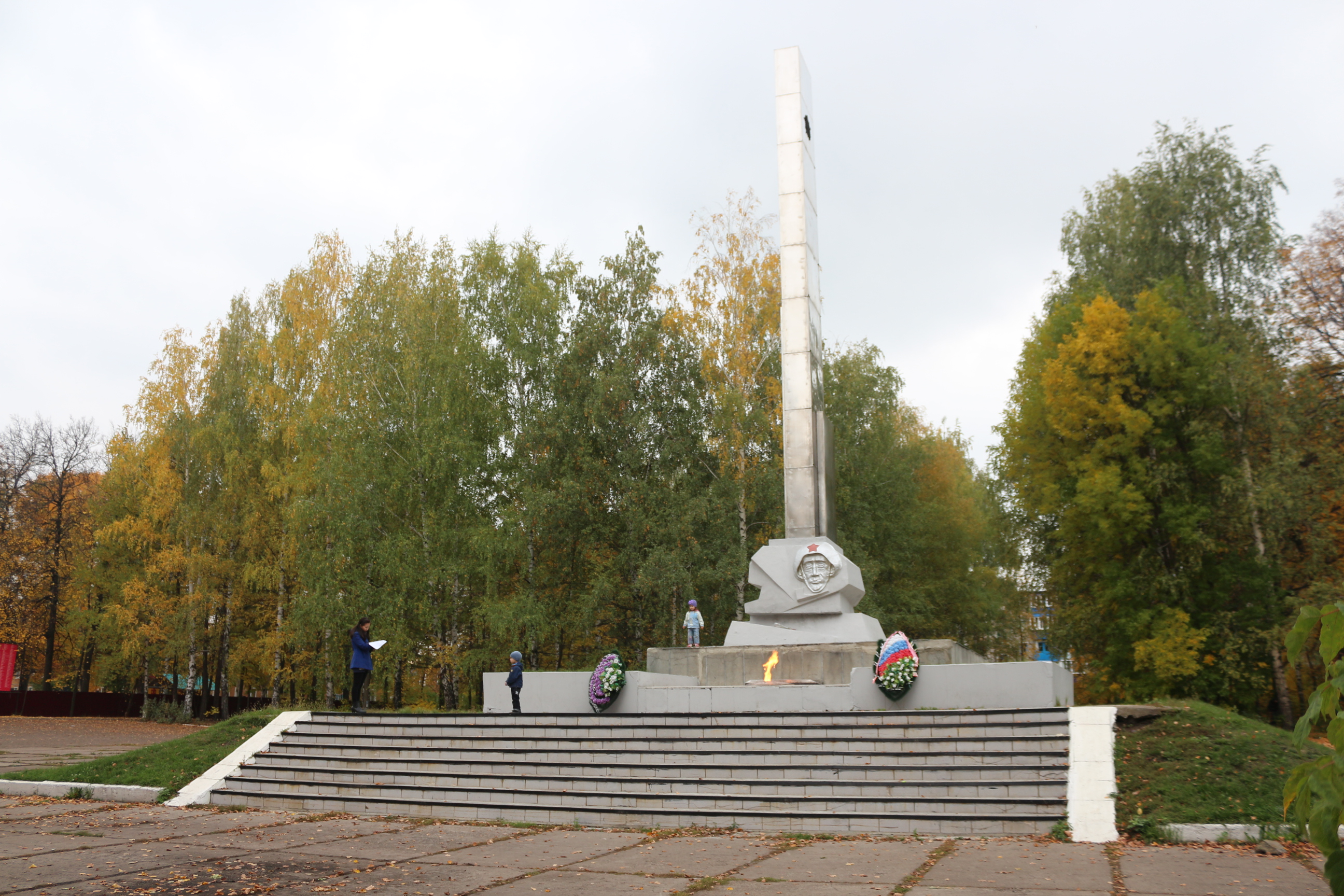
Обелиск воинам-землякам, погибшим в годы Великой Отечественной войны
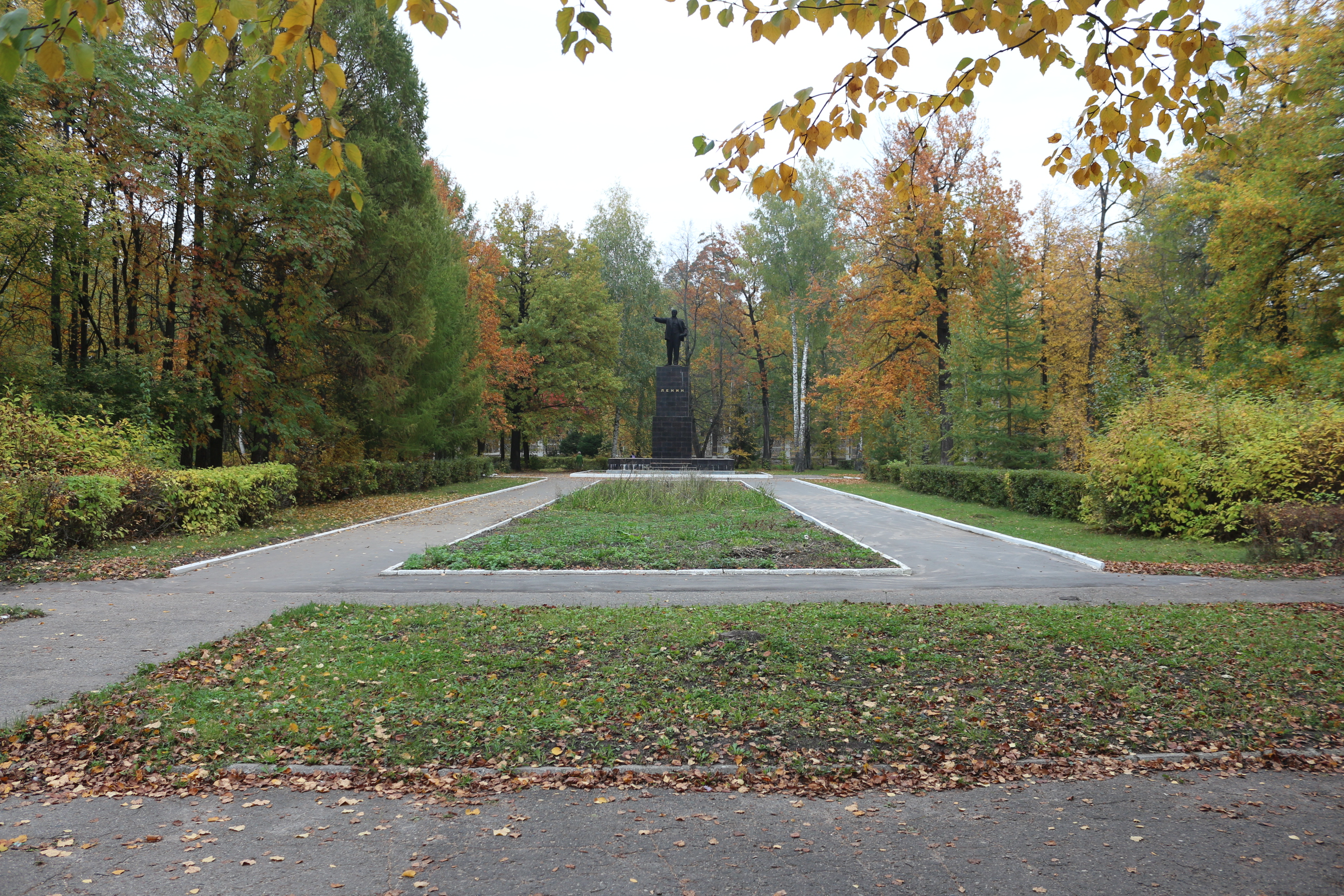
Советская площадь